# San Bernardo (Santo Domingo el Antiguo)
San Bernardo de Claraval es un lienzo realizado por el Greco para el Retablo Mayor, del conjunto de los  Retablos de Santo Domingo el Antiguo, en Toledo. Consta con el número 4 en el catálogo razonado realizado por el historiador del arte Harold Wethey, especializado en El Greco.

## Introducción
Los lienzos representando a San Benito y San Bernardo ocupaban los rectángulos sobre los medios puntos del retablo principal -situados simétricamente- de forma que este cuadro formaba pareja con San Benito (Santo Domingo el Antiguo) Ambas obras fueron vendidas y substituidas por copias de mediana calidad. La representación de ambos personajes en el retablo central tiene su lógica: San Benito fue el fundador de la orden benedictina, a la que pertenecían las monjas que ocuparon el convento de Santo Domingo cuando fue fundado por Alfonso VI de León a finales del siglo XI. San Bernardo reformó aquella orden -a finales del siglo XI- creando la Orden del Císter, a la que se acogieron las monjas en 1140.

## Análisis de la obra
- Pintura al óleo sobre lienzo; 116 x 79,5 cm.; 1577-79; Museo del Hermitage, San Petersburgo .[5]

San Bernardo viste el hábito de su orden, porta el báculo pastoral en su mano derecha y sostiene un misal en la izquierda. Es una imagen realista, cuya cabeza armoniza con el austero hábito religioso blanco y con el fondo oscuro. La delicadeza del Greco se manifiesta especialmente en las manos del personaje, admirablemente pintadas. Cossío lo describe como una persona fina, aguda, y llena de vida, y constituye una figura intensamente naturalista, que causa una fuerte impresión de retrato, acentuada por la sobria y directa composición ante un fondo irregular, casi neutro.

### Situación original dentro del conjunto
- Retablo mayor, segundo cuerpo, calle lateral izquierda.

## Procedencia
- Santo Domingo el Antiguo, Toledo;
- Museo de Fomento, Madrid (1864);
- Sebastián de Borbón y de Bragança;
- Pedro de Alcántara de Borbón, primer duque de Dúrcal; (venta año 1890, 4.000 francos)
- Henry Haro, París;
- Chéramy, París (venta en París, mayo de 1908; número 76, 28.000 francos);
- S.Oppenheimer (1908)[1]